# Manuel Machado (compositor)
Manuel Machado (Lisboa, ca. 1590-Madrid, 1646) fue un compositor y arpista portugués. Su actividad principal la desarrolló en España, ya que nació en Portugal cuando este país estaba bajo gobierno español. 
Estudió en el claustro de la catedral de Lisboa con el maestro Duarte Lobo; luego se trasladó a España, donde en 1610 fue nombrado músico de la capilla real de Madrid, en la que su padre, Lope Machado, era ya arpista. En 1639 fue nombrado músico del palacio de Felipe IV, y en 1642 recibió un reconocimiento por sus años de servicio.

## Obra
Machado compuso principalmente cantigas polifónicas y romanzas en un estilo barroco temprano, pero muy pocas de sus obras se conservan ya que la mayoría resultaron destruidas durante el Terremoto de Lisboa de 1755. Todas las composiciones tienen letras en español, y se caracterizan por su gran cuidado en el uso de la métrica y la armonía para reflejar el contenido de la poesía. Sus obras principales se encuentran en los cancioneros más importantes de su época, como el Cancionero de la Sablonara, lo que indica que posiblemente gozaron de popularidad.

## Grabaciones
- 1989 - O Lusitano - Vilancetes, cantigas y romances portugueses. Gérard Lesne y Circa 1500. Virgin Veritas 59071. Pista 2 «Dos estrellas le siguen», y pista 21 «Paso a paso, empeños mios»
- 1994 - Canções, Vilancicos e Motetes Portugueses. Paul van Nevel y Huelgas Ensemble. Sony Classical SK 66288. Pista 2 «Qué bien siente Galatea», y pista 3 «Dos estrellas le siguen».
- 2007 - Entremeses del siglo de oro - Lope de Vega y su tiempo (1550-1650). Hespèrion XX y Jordi Savall. Alia Vox. Pista 12 «Que bien siente Galatea», y pista 17 «¡Afuera, afuera! que sale».
- 2007 - Flores de Lisboa - Canções, vilancicos e romances portugueses. A Corte Musical y Rogério Gonçalves. Le Couvent K617195. Pista 1 «Dos estrellas le siguen», pista 2 «Paso a paso, empeños mios», y pista 8 «¡Afuera, afuera! que sale».